# Carpocorini

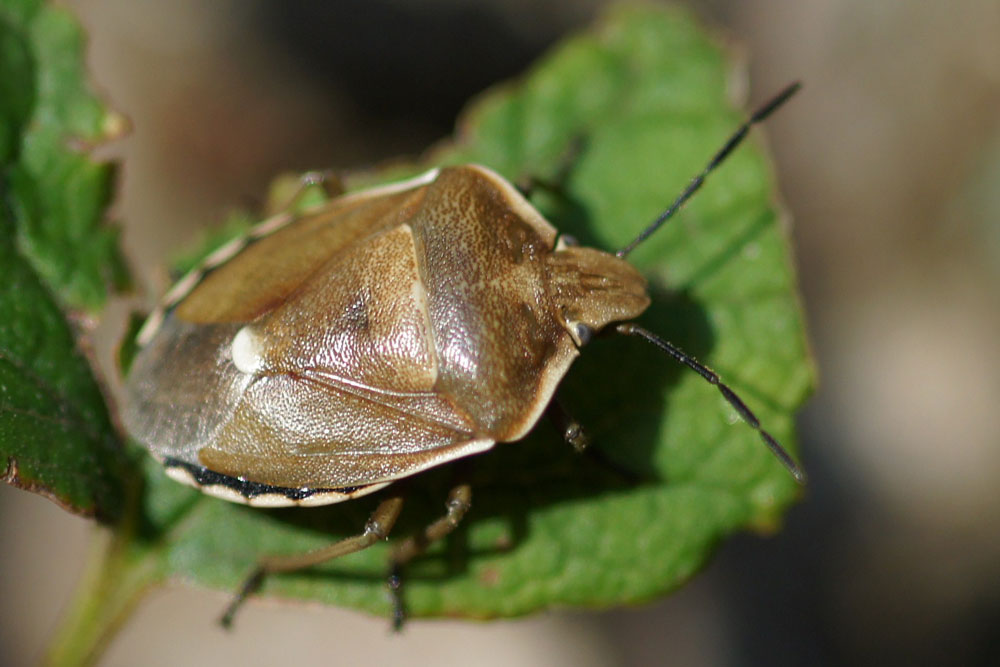
Chlorochroa pinicola

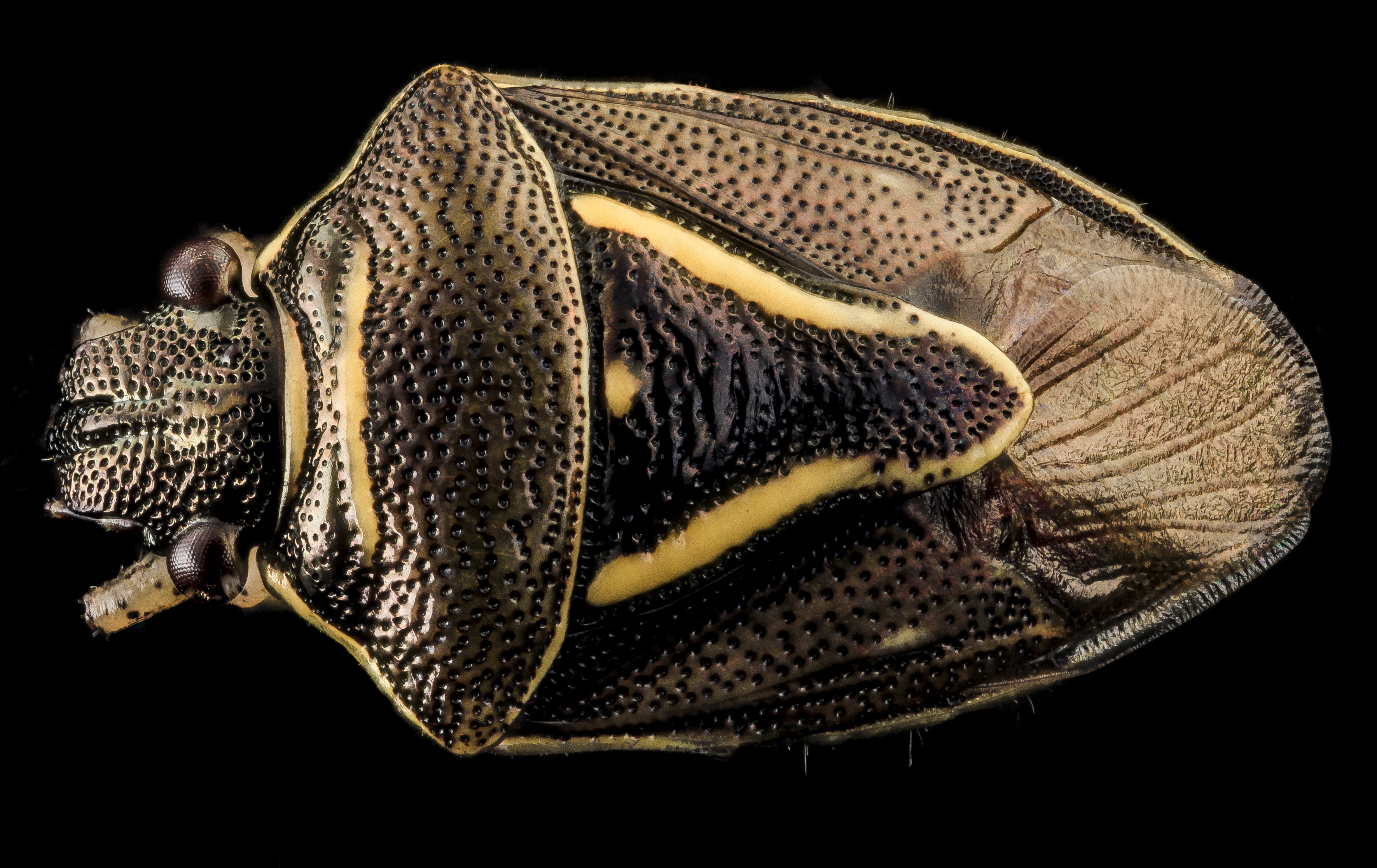
Mormidea lugens

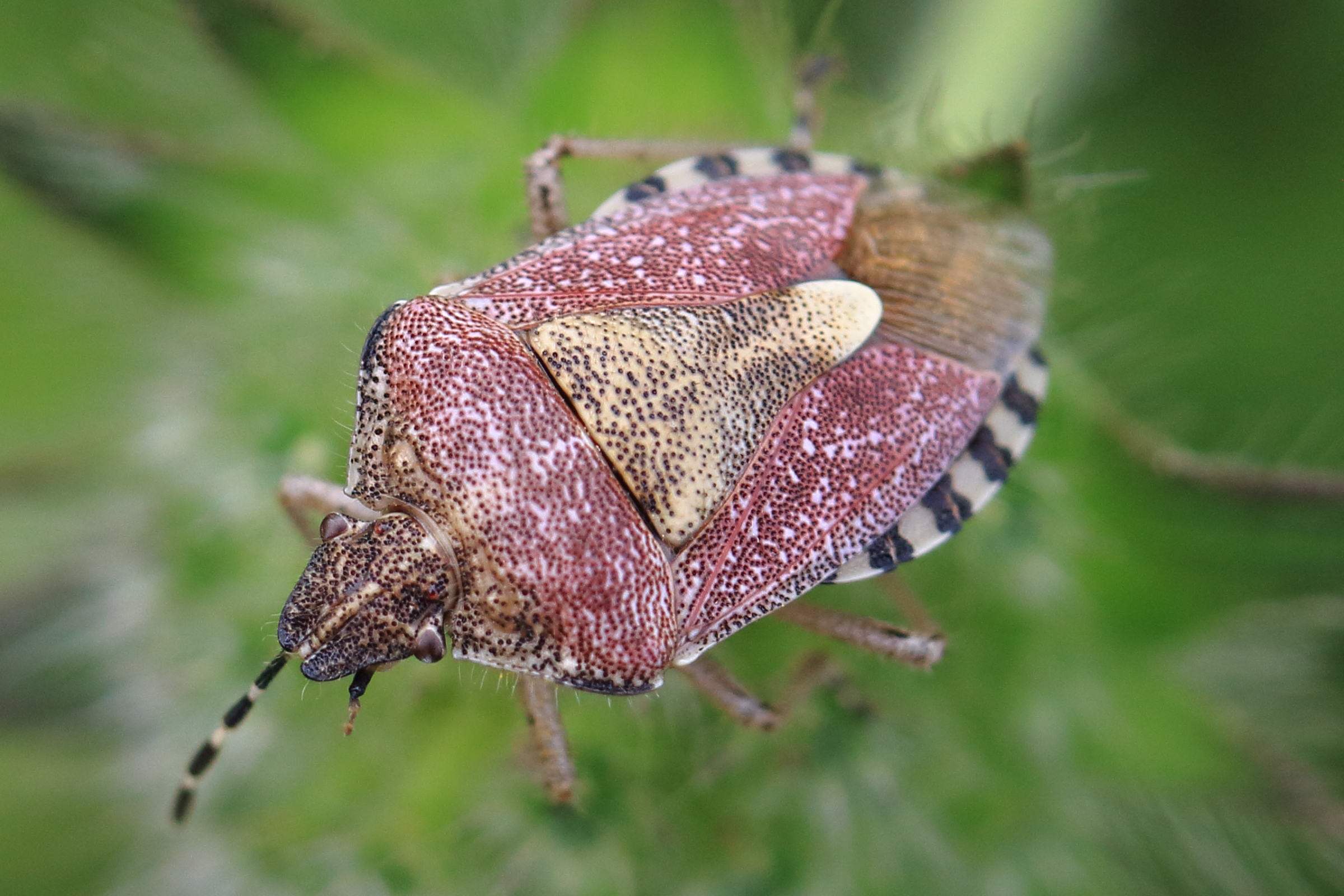
Plusknia jagodziak

Carpocorini – plemię pluskwiaków z podrzędu różnoskrzydłych i rodziny tarczówkowatych. 
W 2011 zaliczano tu 458 gatunków z 104 rodzajów. Należą tu m.in.:
- Acledra Signoret, 1864
- Aeliomorpha Stål, 1858
- Agatharchoides Belousova, 1997
- Agatharchus Stål, 1876
- Agroecus Dallas, 1851
- Allecbola Bergroth, 1921
- Alloeoglypta Kiritshenko, 1952
- Amauromelpia Fernandes et Grazia, 1998
- Anaxarchus Stål, 1876
- Andocides Stål, 1876
- Antheminia Mulsant et Rey, 1866 – anteminia
- Berecynthus Stål, 1862
- Bonacialis Distant, 1901
- Bucerocoris Mayr, 1866
- †Cacoschistus Scudder, 1890
- Caonabo Rolston, 1974
- Caracia Stål, 1872
- Caribo Rolston, 1984
- Carpocoris Kolenati, 1846 – borczyniec
- Chlorochroa Stål, 1872
- Cnephosa Jakovlev, 1880
- Codophila Mulsant et Rey, 1866
- Coenus Dallas, 1851
- Copeocoris Mayr, 1866
- Cosmopepla Stål, 1867
- Cradia Bergroth, 1918
- Curatia Stål, 1865
- Dichelops Spinola, 1837
- Dolycoris Mulsant et Rey, 1866 – plusknia
- Epipedus Spinola, 1837
- Eudolycoris Tamanini, 1959
- Eurinome Stål, 1867
- Euschistus Dallas, 1851
- Galedanta Amyot et Serville, 1843
- Glyphepomis Berg, 1891
- Gomphocranum Jakovlev, 1877
- Gulielmus Distant, 1901
- Hegelochus Stål, 1876
- Himalayacoris Belousova, 2007
- Holcostethus Fieber, 1861
- Hymenarcys Amyot et Serville, 1843
- Hypanthracos Grazia et Campos, 1996
- Hyparete Stål, 1867
- Hypatropis Bergroth, 1891
- Hypaulacus Spinola, 1850
- Hypsithocus Bergroth, 1927
- Ilipla Stål, 1865
- Kahlamba Distant, 1906
- Kamaliana Ahmad et Zaidi, 1989
- Ladeaschistus Rolston, 1973
- Lattinellica Rider et Eger, 2008
- Lattinidea Rider et Eger, 2008
- Liicoris Zheng et Liu, 1987
- Lojus McDonald, 1982
- Lubentius Stål, 1867
- Luridocimex Grazia, Fernandes et Schwertner, 1998
- Macromolus Dallas, 1851
- Manoriana Ahmad et Kamaluddin, 1978
- †Mataeoschistus Scudder, 1890
- Mathiolus Distant, 1889
- Mecocephala Dallas, 1851
- Menecles Stål, 1867
- Menudo Thomas, 1990
- Mimula Jakovlev, 1889
- Monteithiella Gross, 1976
- Mormidea Amyot et Serville, 1843
- Mormidella Horváth, 1889
- Moromorpha Rolston, 1978
- Mycoolona Distant, 1910
- Neomazium Distant, 1910
- Notius Dallas, 1851
- Ochyrotylus Jakovlev, 1885
- Oebalus Stål, 1862
- Oenopiella Bergroth, 1891
- Ogmocoris Mayr, 1864
- Oncinoproctus Breddin, 1904
- Padaeus Stål, 1862
- Parahypatropis Grazia et Fernandes, 1996
- Paramecocephala Benvegnú, 1968
- Paratibraca Campos et Grazia, 1995
- Parentheca Berg, 1891
- Pedinonotus Fernandes et Grazia, 2002
- Pentatomiana Grazia et Barcellos, 2004
- Peribalus Mulsant et Rey, 1866
- Poriptus Stål, 1861
- Prionosoma Uhler, 1863
- Prionotocoris Kormilev, 1955
- Proxys Spinola, 1837
- Pseudapines Bergroth, 1912
- Rhombocoris Mayr, 1864
- Risibia Horváth, 1888
- Rubiconia Dohrn, 1860
- Sibaria Stål, 1872
- Spinalanx Rolston et Rider, 1988
- Staria Dohrn, 1860
- Steleocoris Mayr, 1864
- Stysiana Grazia, Fernandes et Schwertner, 1999
- Theloris Stål, 1865
- Tibraca Stål, 1860
- Trichopepla Stål, 1867